# Kakamigahara
Kakamigahara (各 務 原 市, Kakamigahara-shi) és una ciutat situada al sud de la prefectura de Gifu, al Japó. A l'1 de gener de 2019, la ciutat tenia una població estimada de 148.225 habitants i una densitat de població de 1700 persones per km² en 59.736 llars. La superfície total de la ciutat era de 87,81 quilòmetres quadrats.

## Història
Situadat a la part nord de la plana de Nōbi, el que ara és Kakamigahara originalment va prosperar com a estació de correus a la carretera Nakasendō que connectava Edo amb Kyoto, en aquell moment anomenada "Unuma-juku". En la història més recent, la ciutat es va desenvolupar gràcies a la base JASDF de Gifu. A més, Kakamigahara va créixer com a ciutat industrial i suburbi de la ciutat de Gifu i Nagoya.
La ciutat de Kakamigahara té molts parcs grans, entre els quals destaca el "Kakamigahara Kōen", que originalment es feia a partir d'un solar vacant propietat de la Universitat de Gifu. El municipi ha emprès una política urbanística per convertir Kakamigahara en una ciutat parc i, el 2005, la ciutat va rebre el Premi Ciutat Verda del primer ministre.
Tot i que la ciutat va rebre el nom oficial de Kakamigahara, també es diu Kakamihara, Kagamihara o Kagamigahara per tradició.

## Economia
La ciutat de Kakamigahara és la segona de la prefectura de Gifu en termes de producció industrial. La ciutat té una fàbrica d'avions operada per Kawasaki Heavy Industries Aerospace Company, situada al costat de la base aèria JASDF de Gifu. Mitsubishi Heavy Industries també produeix peces d'avions. La ciutat també compta amb moltes fàbriques relacionades amb l'automòbil, incloses les fabricants de peces i les indústries metal·lúrgiques. A Sue-cho, al nord de la ciutat de Kakamigahara, hi ha un parc industrial anomenat "Techno Plaza", que va ser establert pel govern de la prefectura de Gifu com a punt central per a la investigació i el desenvolupament de la robòtica i la realitat virtual. Amb el laboratori WABOT-HOUSE de la Universitat de Waseda i el Centre de Promoció de la Ciència i la Tecnologia de la Universitat de Gifu com a nucli, Techno Plaza s'estructura com un centre industrial i de R+D.

## Clima
La ciutat té un clima caracteritzat per estius càlids i humits i hiverns suaus (Classificació climàtica de Köppen). La temperatura mitjana anual a Kakamigahara és de 15,5 °C. La pluja mitjana anual és de 1939 mm on el mes de setembre és el mes més plujós. Les temperatures són més altes de mitjana a l'agost, al voltant dels 27,9 °C, i les més baixes al gener, al voltant dels 3,9 °C.